# Christian Matt
Christian Matt (20 giugno 1966) è un ex calciatore liechtensteinese, di ruolo attaccante.

## Carriera

### Nazionale
Ha collezionato 6 presenze con la propria Nazionale.

## Palmarès

### Club

#### Competizioni nazionali
- Coppa del Liechtenstein: 1

Vaduz: 1994-1995